# Урал М-67-36
Урал М-67-36 — советский тяжёлый мотоцикл, выпускавшийся на Ирбитском мотоциклетном заводе (Свердловская область, город Ирбит) с 1976 по 1983 годы. В подавляющем большинстве случаев эксплуатируется с коляской.
Мотоцикл «Урал М-67-36» выпускался на Ирбитском мотоциклетном заводе с 1976 года.
Мотоцикл относится к классу тяжёлых мотоциклов, так как оснащён мощным двухцилиндровым четырёхтактным двигателем.
Производили «Урал М-67-36» в двух вариантах:
с приводом на колесо боковой коляски, что существенно повышало качество езды по труднопроходимым местам;
мотоциклы без привода.
Производство мотоцикла осуществлялось до 1983 года.
«Урал» имеет хорошую проходимость и надёжность. В СССР мотоцикл «Урал М-67-36» обрёл популярность. Следующей моделью является ИМЗ 8.103.30.

## Технические характеристики
Максимальная скорость 105 км/ч.
Двигатель двухцилиндровый, оппозитный, четырёхтактный. Рабочий объём 650 куб. см. Мощность двигателя 36 л.с. На «М-67-36» устанавливалось два карбюратора К-301Г.
Объём топливного бака 19 л.
Расход топлива — около 8 л. на 100 км, бензин А-76.
Коробка передач четырёхступенчатая, сцепление двухдисковое, сухого типа.
Собственная масса мотоцикла 330 кг. Грузоподъёмность — 260 кг.
Электрооборудование — 12-вольтовое, однопроводное.
Подвеска:
переднее колесо — телескопическая вилка;
заднее колесо — рычажная подвеска.

## Интересные факты
- В наше время существует множество переделок М-67-36. Начиная от просто перекраски и заканчивая полной переделкой мотоцикла под чоппер или созданием реплики военного мотоцикла времен Великой Отечественной войны.

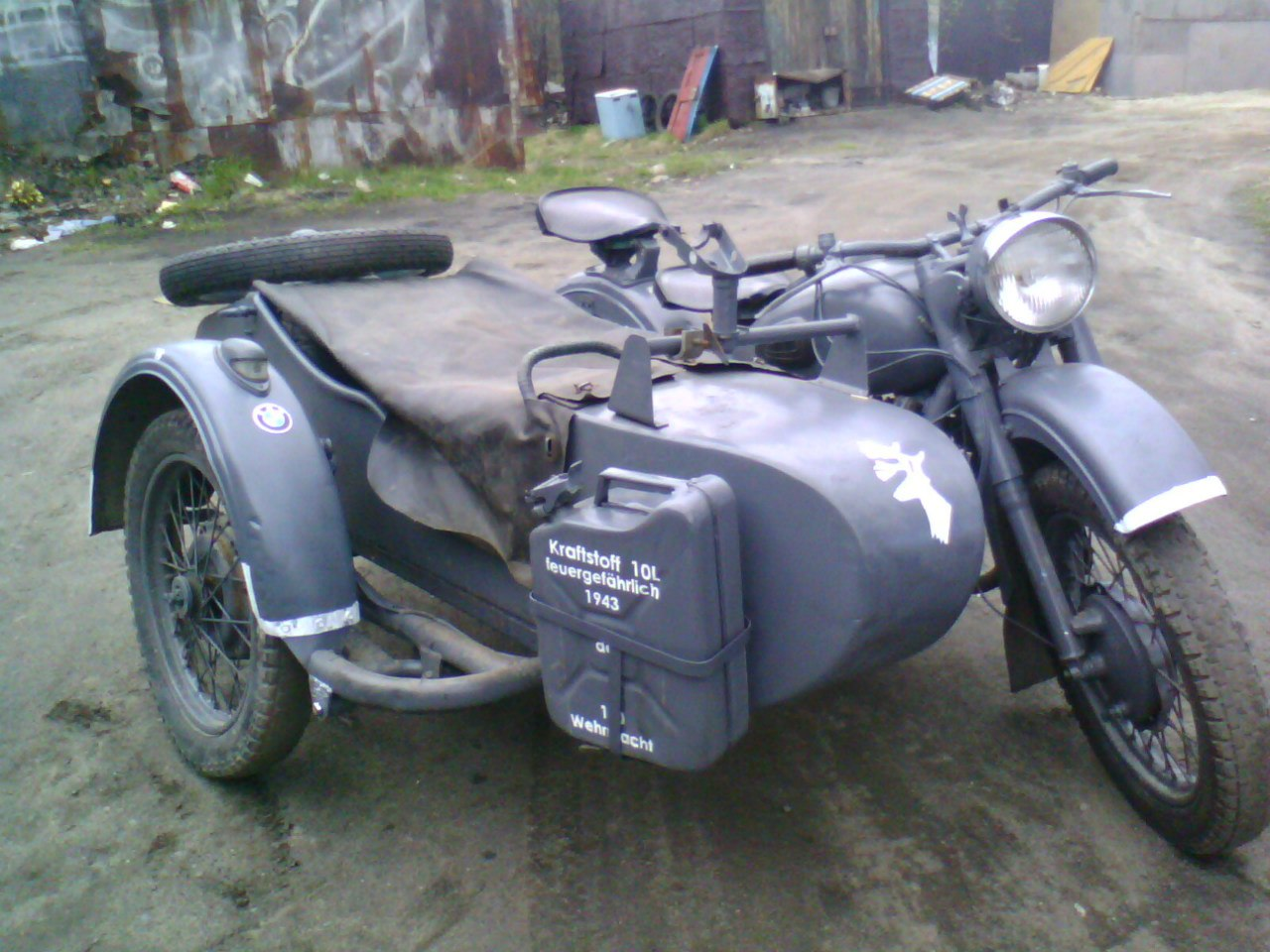
Реплика мотоцикла BMW R75, за основу взят «Урал».
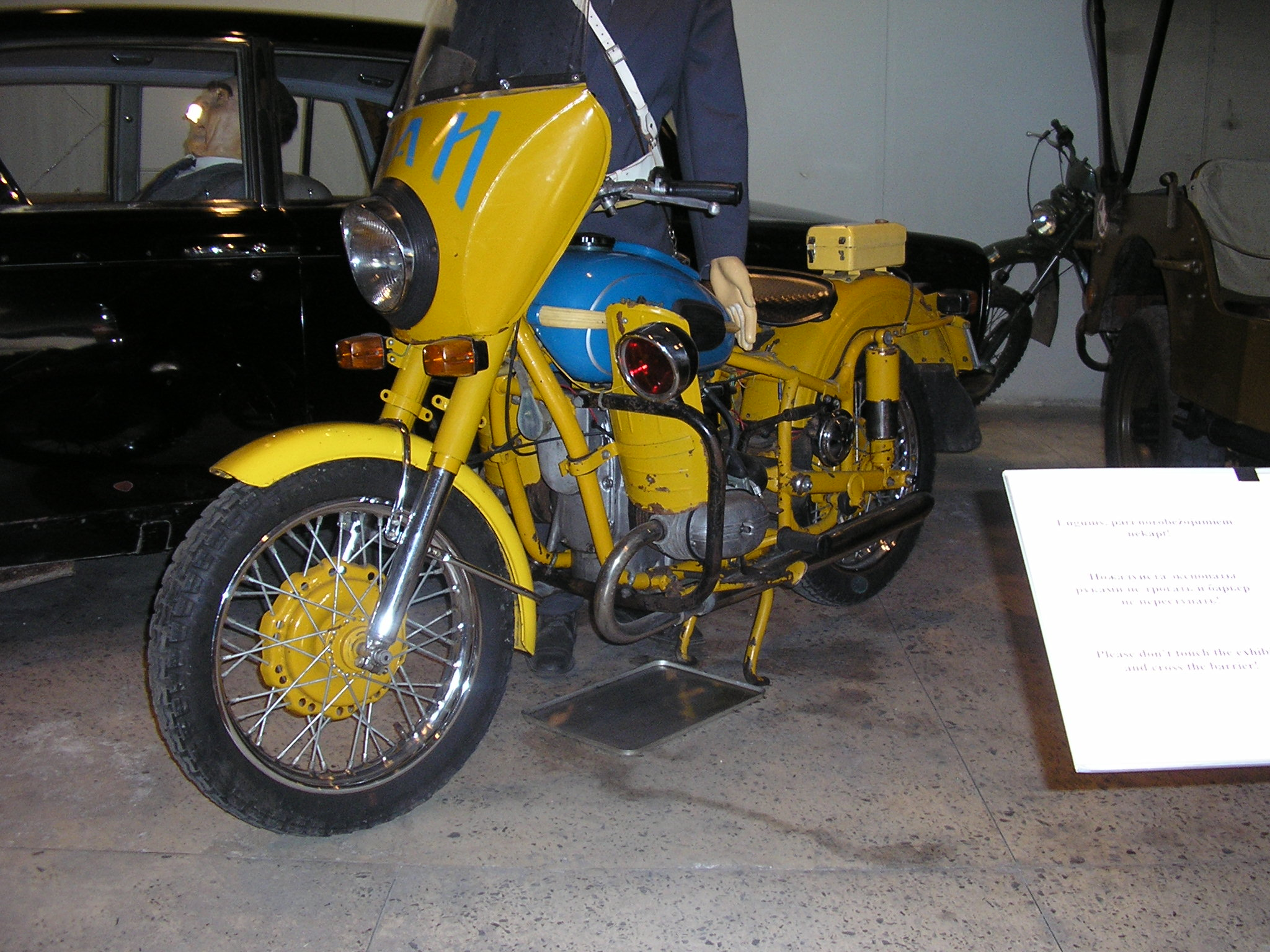
Мотоцикл ГАИ.
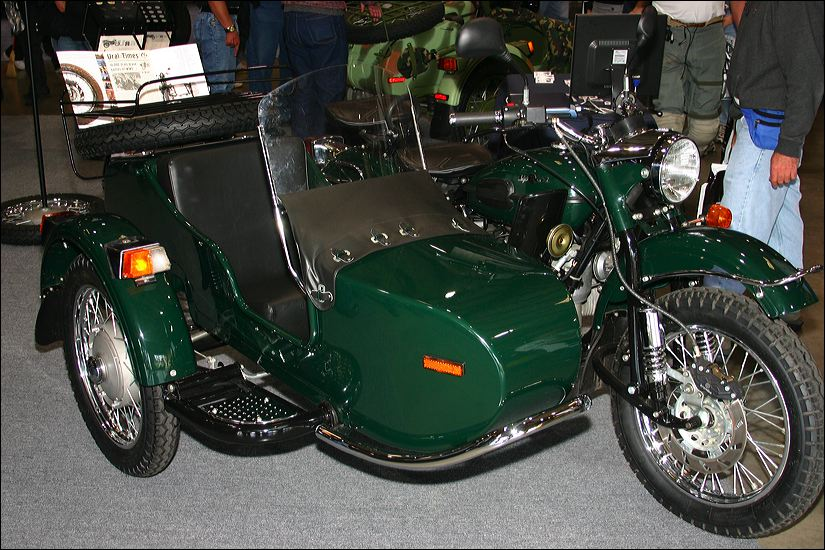
Мотоцикл с коляской, модификация «Патруль ДПС».